# Víctor Manuel Fernández (cardinale)
Víctor Manuel Fernández, detto Tucho (Alcira Gigena, 18 luglio 1962), è un cardinale, arcivescovo cattolico e teologo argentino, dal 1º luglio 2023 al 21 aprile 2025 e dal 9 maggio 2025 prefetto del Dicastero per la dottrina della fede, presidente della Pontificia commissione biblica e della Commissione teologica internazionale.

## Biografia
È nato ad Alcira Gigena, in provincia di Córdoba e diocesi di Villa de la Concepción del Río Cuarto, il 18 luglio 1962.

### Formazione e ministero sacerdotale
Ha studiato filosofia e teologia nel seminario maggiore di Córdoba, e ha completato gli studi teologici presso la facoltà di teologia della pontificia università cattolica argentina (UCA) a Buenos Aires.
È stato ordinato diacono il 21 dicembre 1985 e successivamente presbitero il 15 agosto 1986, dal vescovo Adolfo Roque Esteban Arana.
Ha conseguito la laurea in teologia biblica con specializzazione presso la Pontificia Università Gregoriana a Roma nel 1988. Nel 1990 ha conseguito il dottorato in teologia presso la facoltà di teologia della UCA con una tesi sul rapporto tra sapere e vita in San Bonaventura.
In vari centri di Buenos Aires e Córdoba è stato professore di etica, psicologia, ermeneutica, antropologia, esegesi biblica, Nuovo Testamento, omiletica e teologia spirituale, oltre a vari corsi di laurea e seminari. Presso la facoltà di teologia della UCA è stato docente ordinario stabile di teologia morale II e Vangeli sinottici. 
Vicepreside della Pontificia università cattolica argentina dal 2002, è stato preside dal luglio 2008 al dicembre 2009, quando ha assunto la carica di rettore dell'ateneo stesso. Ha prestato giuramento come rettore nel maggio 2011. Sotto il suo rettorato ha istituito la facoltà di scienze sociali, il "Coordinamento d'impegno sociale" con un'intensa attività in quartieri poveri di Buenos Aires, e la direzione per la ricerca. Inoltre ha sviluppato un nuovo progetto finalizzato a rafforzare l'identità istituzionale, la costruzione spirituale e fraterna della comunità universitaria, la promozione della ricerca e di impegno didattico. Ha sostenuto il rafforzamento della responsabilità sociale e della presenza pubblica dell'università che ha determinato un netto miglioramento della sua immagine riflessa nella classifica QS. Sono stati migliorati normative, procedure e meccanismi di partecipazione. È stata completata la costruzione della sede di Rosario, e anche la sede di Puerto Madero, è stato costruito un nuovo campus a Godoy Cruz, al fine di migliorare e rilanciare la sede di Mendoza. Infine, si è costruita la chiesa principale dell'Università, dedicata al Cuore di Gesù.
Da settembre 2007 fino a dicembre 2009 è stato presidente della società argentina di teologia.
È stato fondatore e presidente della facoltà di scienze e filosofia sacri "Gesù Buon Pastore" in Río Cuarto. È stato fondatore e direttore dell'Istituto diocesano di formazione dei laici della città tra il 1990 e il 1993.
È stato direttore della catechesi e assistente dei movimenti laicali a Rio Cuarto tra il 1989 e il 1997, è stato delegato per l'ecumenismo tra 2003 e 2005.
È stato parroco di "Santa Teresita", nella città di Rio Cuarto, tra il 1993 e il 2000. Formatore e direttore degli studi presso il seminario di Rio Cuarto (1988-1993 e 2000-2007).
È stato perito presso la Commissione fede e cultura e il Segretariato permanente per la formazione della conferenza episcopale argentina; lettore della commissione per la catechesi dei vescovi argentini; membro del gruppo di riflessione che ha consigliato i vescovi argentini per aggiornare linee pastorali.
Ha lavorato nel consiglio episcopale latinoamericano (CELAM), nel campo della riflessione teologica pastorale.
Ha collaborato alla preparazione (sintesi dei contributi), ha partecipato in qualità di ospite e ha lavorato in qualità di esperto nel Comitato di redazione della quinta conferenza generale dell'episcopato dell'America Latina e dei Caraibi ad Aparecida nel 2007.

### Ministero episcopale e cardinalato

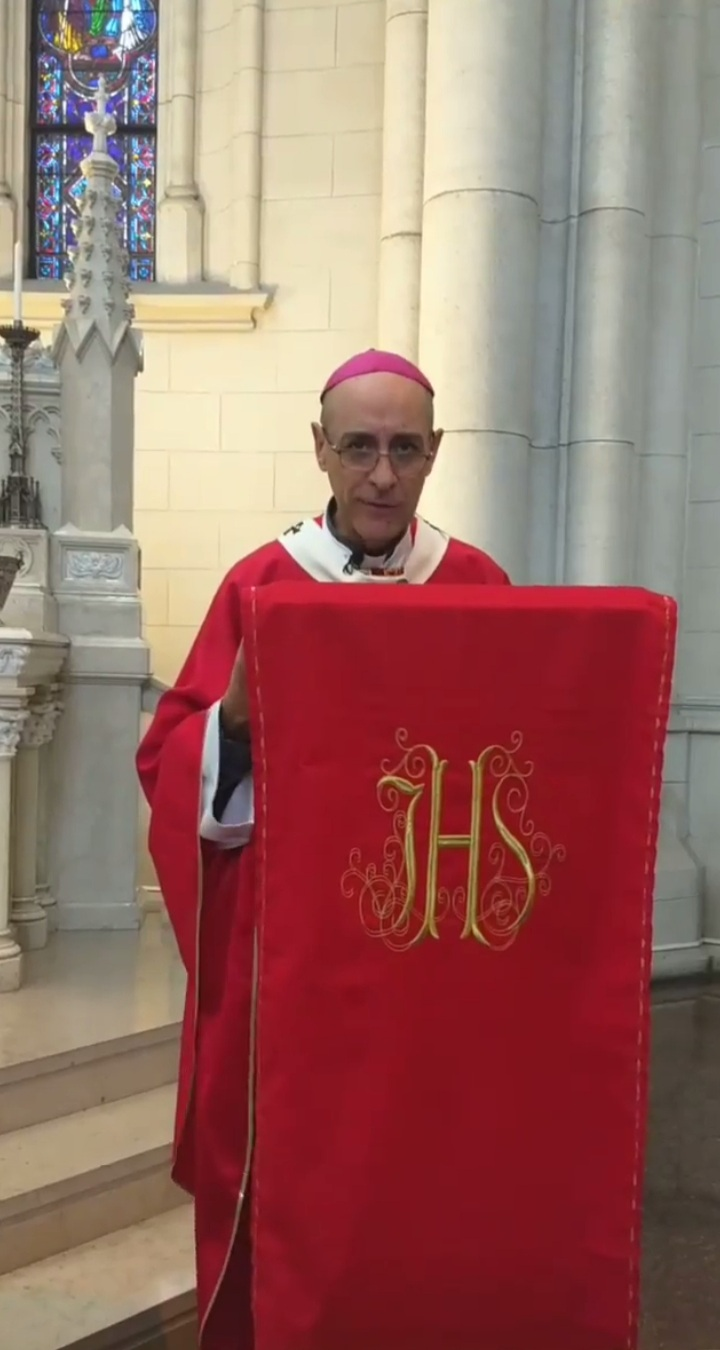
Mons. Víctor Manuel Fernández, arcivescovo di La Plata, celebra la Domenica delle Palme nel 2020

Il 13 maggio 2013 papa Francesco lo ha elevato alla dignità episcopale, nominandolo arcivescovo titolare di Tiburnia. Il 15 giugno successivo ha ricevuto l'ordinazione episcopale, nella cattedrale metropolitana di Buenos Aires, da Mario Aurelio Poli, arcivescovo di Buenos Aires e gran cancelliere della Pontificia università cattolica argentina, co-consacranti José María Arancedo, arcivescovo di Santa Fe de la Vera Cruz, Andrés Stanovnik, arcivescovo di Corrientes, Eduardo Eliseo Martín, vescovo di Villa de la Concepción del Río Cuarto, e Carlos José Tissera, vescovo di Quilmes.
È stato membro, nominato da papa Francesco, del Sinodo dei vescovi del 2014 e del 2015.
Il 24 aprile 2018 ha terminato l'incarico di rettore della Pontificia università cattolica argentina, mentre il 2 giugno seguente lo stesso papa lo ha nominato arcivescovo metropolita di La Plata; è succeduto ad Héctor Rubén Aguer, dimessosi per raggiunti limiti di età. Il 29 giugno ha ricevuto dal papa, nella basilica di San Pietro in Vaticano, il pallio, che gli è stato imposto dal nunzio apostolico in Argentina León Kalenga Badikebele il 15 luglio.
Il 18 febbraio 2023 è stato nominato membro del Dicastero per la cultura e l'educazione.
Il 1º luglio 2023 il papa lo ha nominato prefetto del Dicastero per la dottrina della fede, presidente della Pontificia commissione biblica e della Commissione teologica internazionale; è succeduto al cardinale Luis Francisco Ladaria Ferrer, dimessosi per raggiunti limiti d'età. Nella medesima occasione ha ricevuto anche una lettera da parte del pontefice, che lo ha incoraggiato spiegandogli con quale spirito dovrebbe svolgere la sua nuova missione, la quale ha avuto inizio a metà settembre.
Il 9 luglio 2023, al termine dell'Angelus, papa Francesco ha annunciato la sua creazione a cardinale; nel concistoro del 30 settembre seguente lo ha creato cardinale diacono dei Santi Urbano e Lorenzo a Prima Porta. Il 3 dicembre ha preso possesso della diaconia.
Il 21 aprile 2025, con la morte di papa Francesco, decade dalla carica di prefetto del Dicastero per la dottrina della fede e dagli altri ruoli, secondo quanto previsto dalla Costituzione Apostolica Universi Dominici Gregis e successivamente confermato dalla Costituzione Praedicate Evangelium.
Il 7 e 8 maggio 2025 partecipa come cardinale elettore al conclave che ha portato all'elezione di papa Leone XIV, il quale il giorno successivo lo riconferma nei suoi incarichi curiali donec aliter provideatur.

## Pubblicazioni
È stato direttore della rivista Teología dal 2003 al 2008, e ha collaborato alla cura di numerosi libri pubblicati dalla facoltà di teologia.
Tra libri, contributi e articoli scientifici, ha più di 300 pubblicazioni in Argentina e in diversi paesi dell'America Latina e in Europa. Tra le altre riviste internazionali, ha pubblicato diversi articoli in Nouvelle Revue Théologique, Angelicum, Seminari.
È noto per i suoi scritti di spiritualità che combinano erudizione, senso pratico, contributi della psicologia, esegesi biblica e il dialogo con le diverse religioni.
Ha tenuto numerosi corsi e conferenze in Argentina e altri paesi.
Nel 1995 ha scritto un libro, intitolato "Saname con tu boca. El arte de besar" (Guariscimi con la tua bocca. L'arte del bacio; ISBN 950-724-510-3), testo incentrato sull'arte di baciare, che ha fatto molto discutere al momento della pubblicazione. Nella presentazione, però, chiariva che il libro aveva lo scopo di aiutare le persone a migliorarsi nel baciare, ma non era stato scritto sulla base dell'esperienza dell'autore, ma piuttosto in base alle esperienze dei singoli individui laici, comunicategli durante delle conversazioni amichevoli oppure consultando dei libri. A causa di quel libro, il prelato è soprannominato Tucho besame mucho.

## Controversie
Dopo il volume sul bacio, rispunta un testo del 1998 su “spiritualità e sensualità”, giudicato scandaloso per il linguaggio esplicito sull’orgasmo.  Libro intitolato "La pasión mística: espiritualidad y sensualidad" ("La passione mistica: spiritualità e sensualità") è una breve esposizione di esperienze mistico-sensuali con Dio. Pubblicato in Messico nel 1998, il libro è ormai fuori catalogo.
Il libro sulle esperienze mistico-sensuali con Dio descrive gli orgasmi con dettagli espliciti. Dopo gli attacchi su Fiducia Supplicans ne seguono altri per l’uscita di questo libro. Alcuni giornali trattano questo caso parlando di porno-teologia dopo aver evidenziato che lo stesso Prefetto del Dicastero per la dottrina della fede si è pentito di avere pubblicato l’opera da giovane.

## Genealogia episcopale e successione apostolica
La genealogia episcopale è:
- Cardinale Scipione Rebiba
- Cardinale Giulio Antonio Santori
- Cardinale Girolamo Bernerio, O.P.
- Arcivescovo Galeazzo Sanvitale
- Cardinale Ludovico Ludovisi
- Cardinale Luigi Caetani
- Cardinale Ulderico Carpegna
- Cardinale Paluzzo Paluzzi Altieri degli Albertoni
- Papa Benedetto XIII
- Papa Benedetto XIV
- Papa Clemente XIII
- Cardinale Bernardino Giraud
- Cardinale Alessandro Mattei
- Cardinale Pietro Francesco Galleffi
- Cardinale Giacomo Filippo Fransoni
- Cardinale Carlo Sacconi
- Cardinale Edward Henry Howard
- Cardinale Mariano Rampolla del Tindaro
- Cardinale Antonio Vico
- Arcivescovo Filippo Cortesi
- Arcivescovo Zenobio Lorenzo Guilland
- Vescovo Anunciado Serafini
- Cardinale Antonio Quarracino
- Papa Francesco
- Cardinale Mario Aurelio Poli
- Cardinale Víctor Manuel Fernández

La successione apostolica è:
- Vescovo Jorge Esteban González (2020)
- Vescovo Federico Guillermo Wechsung (2023)
- Vescovo David Arthur Waller (2024)
- Arcivescovo Philippe Curbelié (2024)
- Arcivescovo John Joseph Kennedy (2024)